# Малец, Григорий Семёнович
Григо́рий Семёнович Ма́лец (рус. дореф. Григорій Семеновичъ Малецъ; 1867, Восточная Галиция — 7 ноября 1935, Львов) — галицко-русский политический, общественный и военный деятель, учёный, журналист и публицист. Участник Гражданской войны, основатель Карпато-русского отряда (1918) в Добровольческой армии, первопоходник. Директор общества имени Михаила Качковского (после 1920).

## Биография

### Первые годы
Родился в 1867 году в Восточной Галиции. В столице Австро-Венгрии, городе Вене, получил высшее образование. Работал в сфере агрономии.

### В Первой мировой войне
18 марта 1915 года был принят в Ставропигийский институт. Товарищ председателя Русского народного совета Прикарпатской Руси. В ходе Первой мировой войны оказался на территории Российской империи. Обосновался в Ростове-на-Дону, где организовалась община русских галицийских беженцев.

### Участник Гражданской войны
В январе 1918 года вступил в Ростове в Добровольческую армию. 21 января от имени Совета Прикарпатской Руси заключил соглашения с Главнокомандующим Добровольческой армии генералом Михаилом Алексеевым, после чего сформировал в её составе Карпато-русский отряд и был избран председателем его военного комитета. Вместе с отрядом участвовал в боях Гражданской войны на стороне Белого движения на Юге России с 1918 года по 1920 год. Участник Первого Кубанского похода в составе Чехословацкого батальона. Позднее в том же батальоне в составе Славянского стрелкового полка. 13 ноября 1919 года произведён в штабс-капитаны. В Русской армии Врангеля в распоряжении генерал-квартирмейстера штаба Главнокомандующего. В 1920 году в чине капитана. Эвакуирован из Крыма в ноябре 1920 года с частями Русской армии.

### Послевоенный период

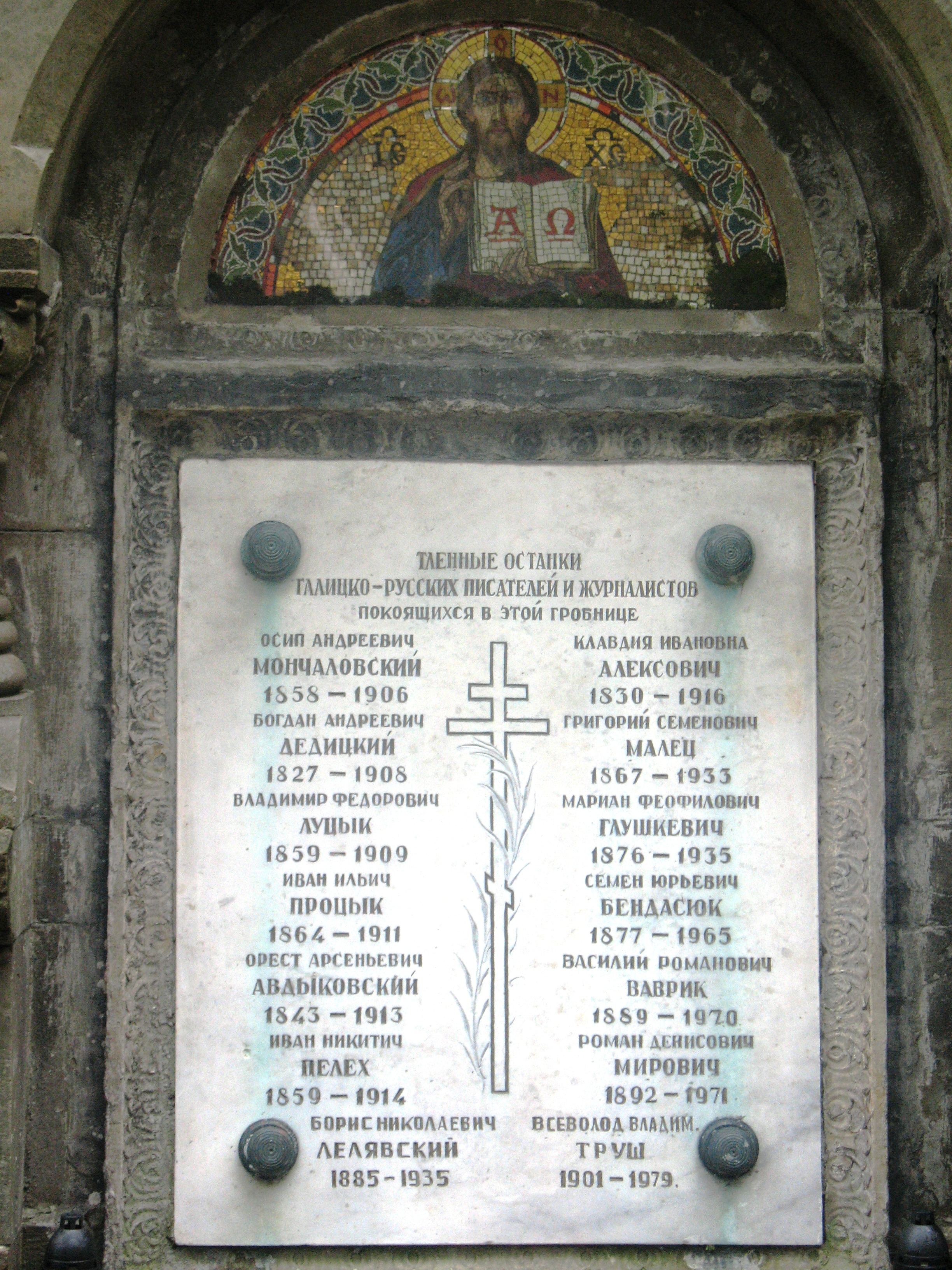
Мемориальная табличка с именем Григория Мальца на Братской могиле русских журналистов

В послевоенный период возвратился во Львов. Занимался политической и общественной деятельностью, состоял в руководстве ряда русских организаций послевоенной Галиции: занимал пост председателя Русского народного объединения, председателя Русской селянской организации, товарища председателя Союза русских меньшинств. Занял пост директора Общества имени Михаила Качковского. В 1924-1927 годах исполнял должность секретаря совещаний Ставропигийского института, на протяжении ряда лет был членом правления института.
Умер 7 ноября 1935 года во Львове. Похоронен в Братской могиле русских журналистов на Лычаковском кладбище.

## Сочинения
- Малец Г. С. Потуги разъединенія и ослабленія русскаго народа. — Львов: Изд Ставропигийского института, 1924 — 40 с.
- Малец Г. С. Цель и задачи талергофских съездов. Ил. календарь на 1935 г. — Львов, Изд. о-ва им. М.Качковского, 1934.
- Малец Г. С. Ценою крови «Земля и Воля». — Львов, 1934, № 21.